# 高翠雀花
高翠雀花（学名：Delphinium elatum）是毛茛科翠雀属多年生草本植物。

## 分布
高翠雀花原产欧洲至西伯利亚。中国新疆阿尔泰山有一变种——绢毛高翠雀花。高翠雀花在北美冷凉地区归化。

## 图集

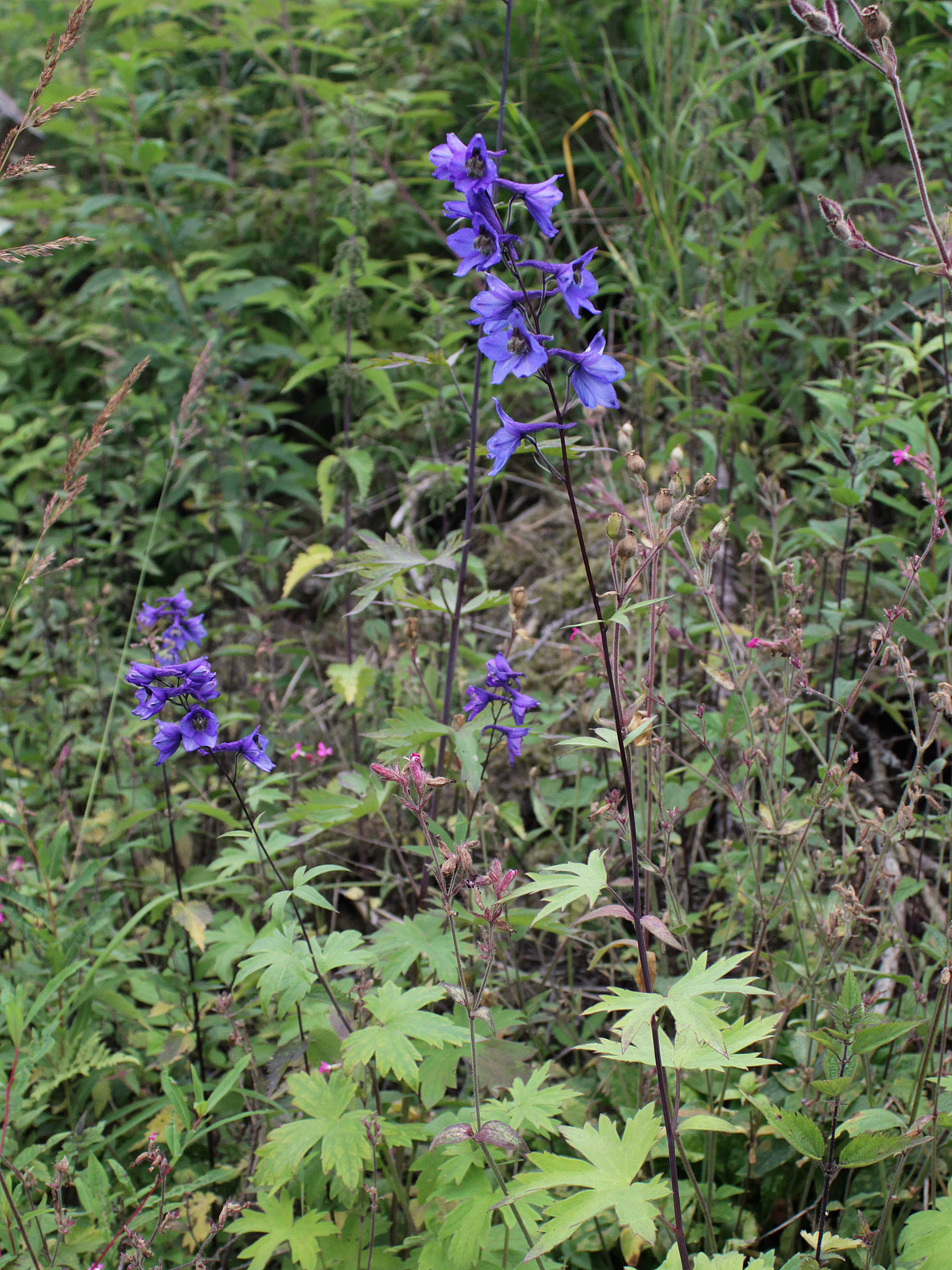
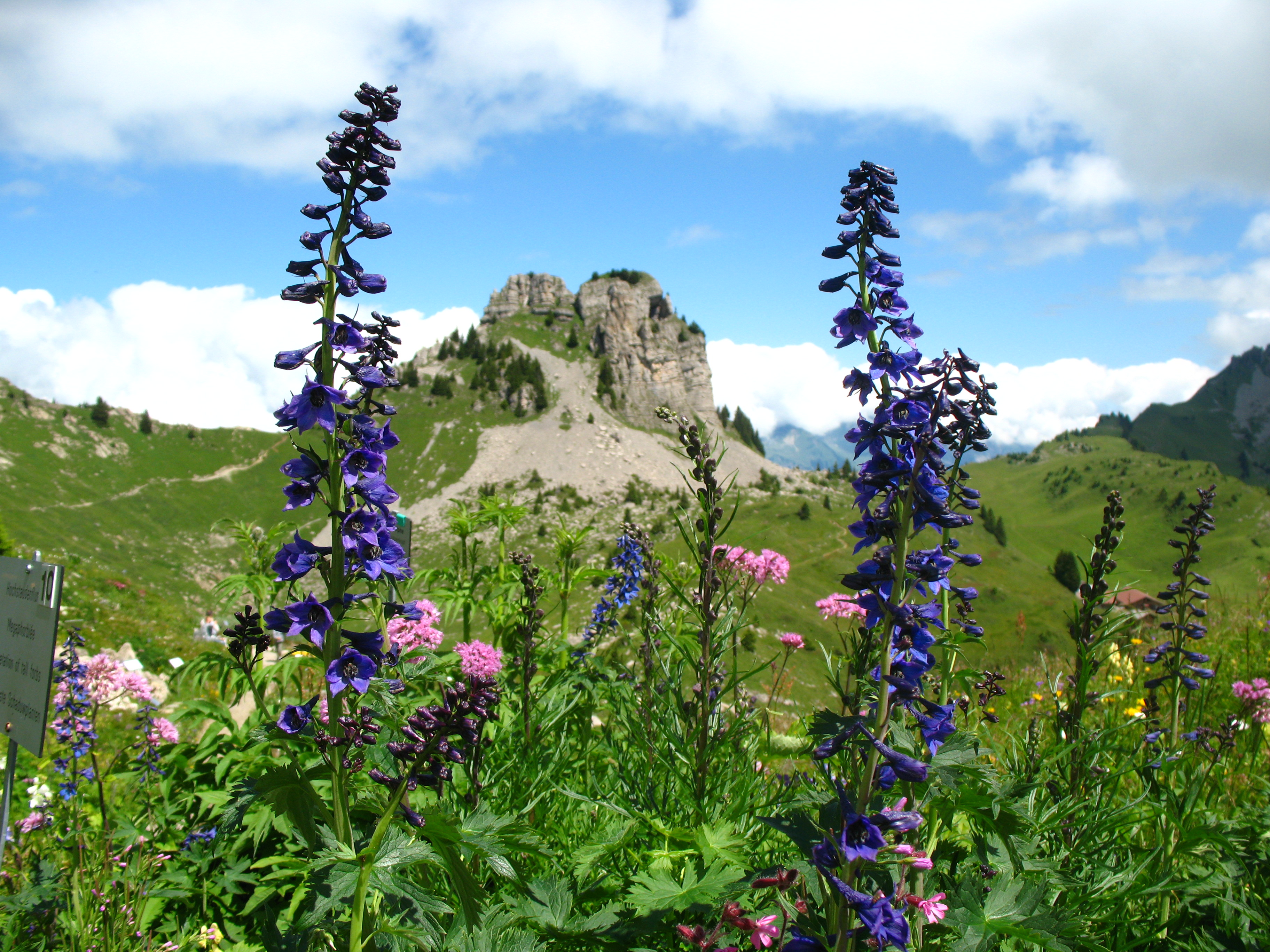
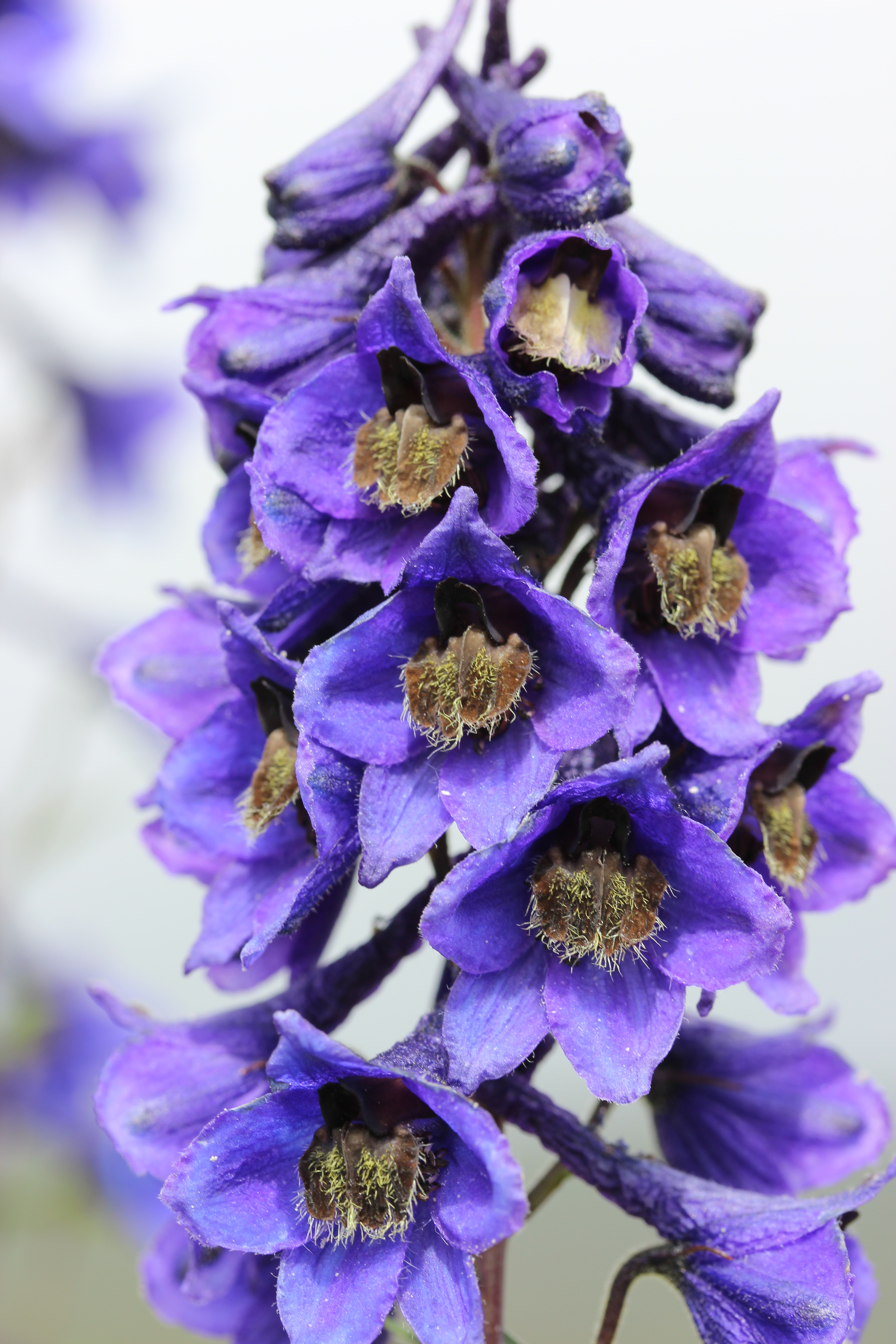
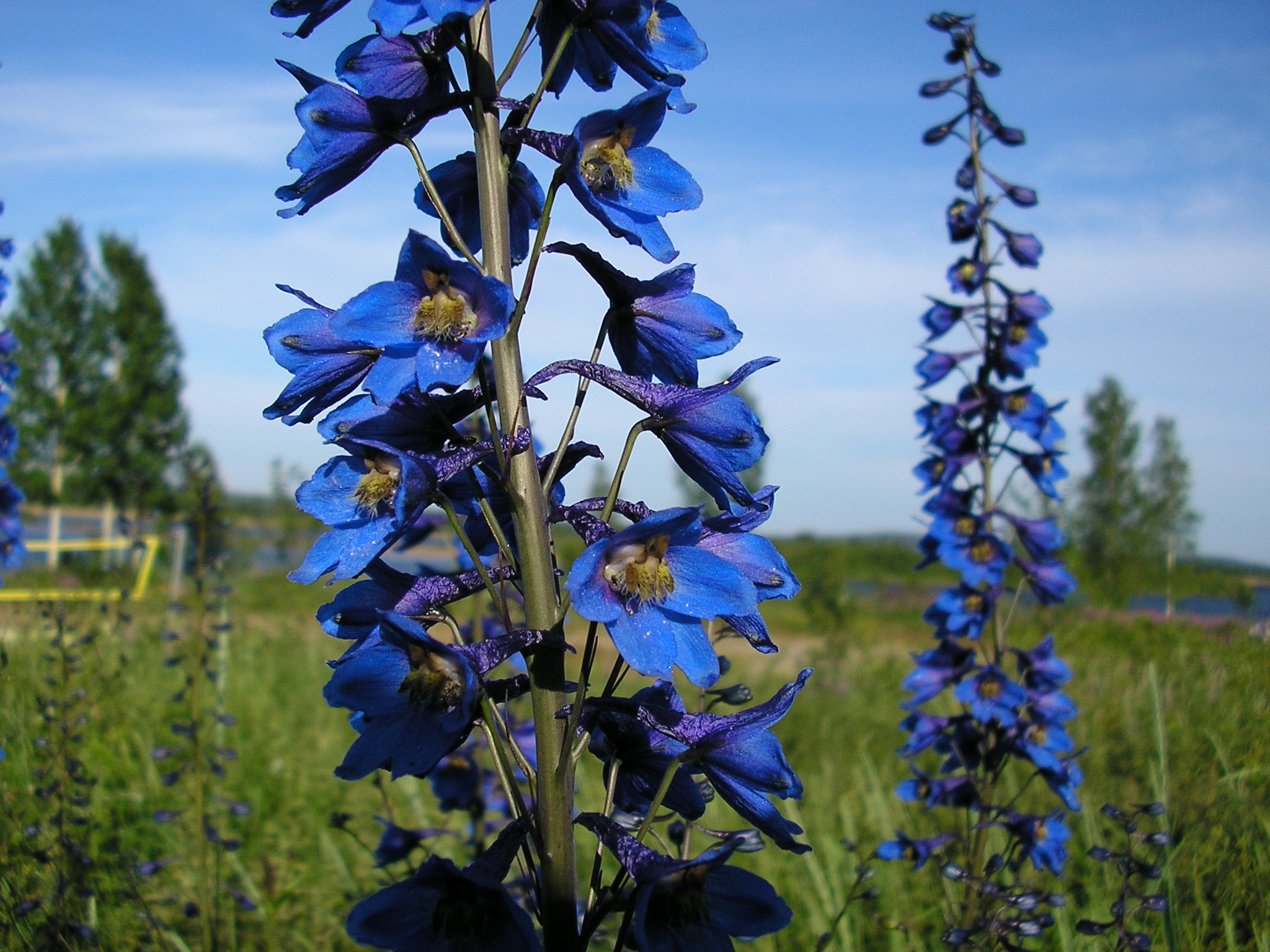
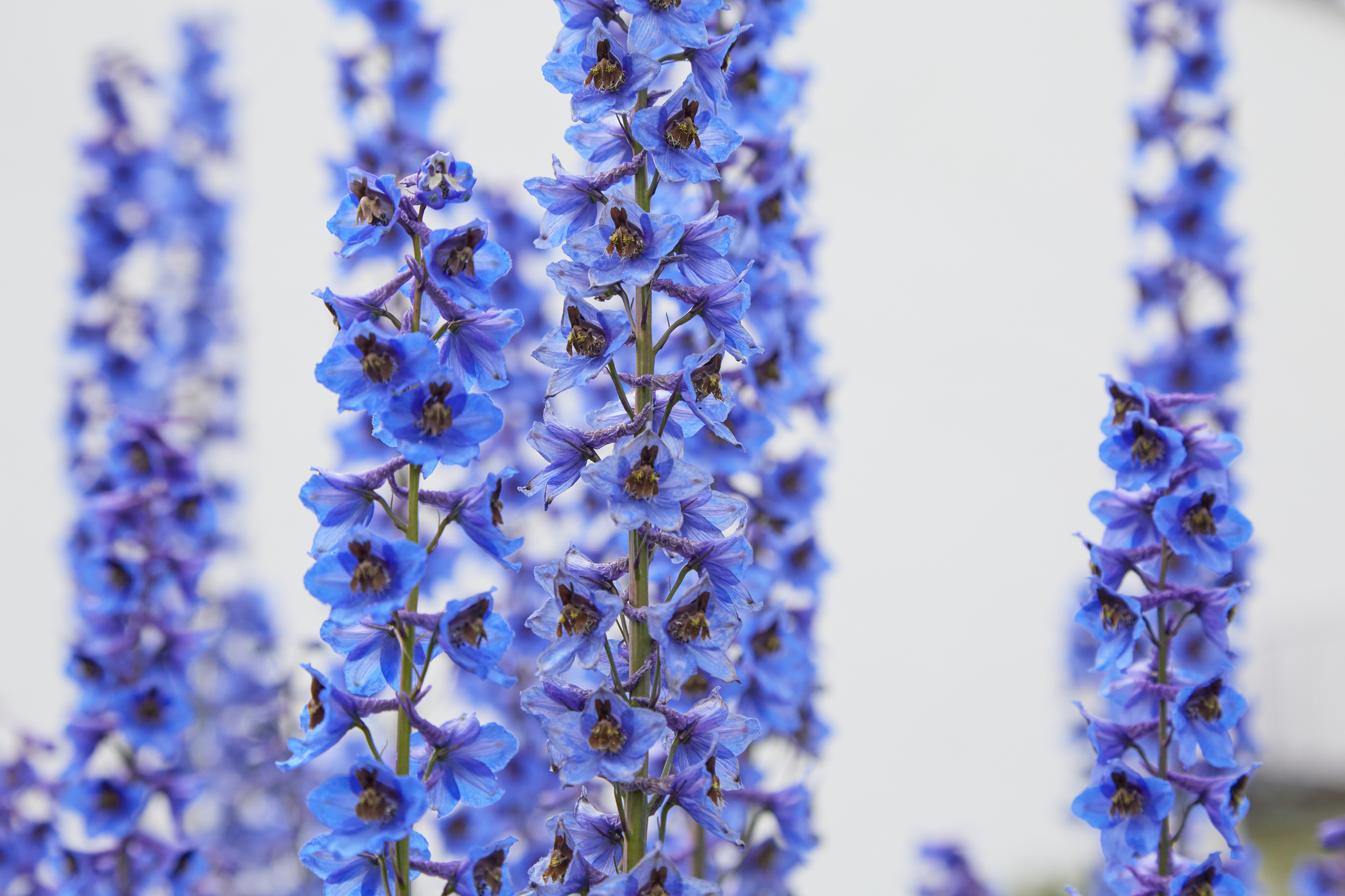

## 用途
高翠雀花经过杂交培育已发展出许多园艺品种，比野生种花序更长、花朵更大，称为高花翠雀。